# Parag Agrawal
Parag Agrawal (Ajmer, India, 21 de mayo de 1984) es un ejecutivo de tecnología estadounidense de ascendencia india. Fue director ejecutivo de la red social Twitter desde noviembre de 2021 hasta octubre de 2022.

## Biografía
Agrawal nació en Ajmer, Rajastán, India en 1984. Estudió en la Escuela Central de Energía Atómica No 4. Fue compañero de clase de la cantante Shreya Ghoshal. En 2001, Agrawal ganó una medalla de oro en la Olimpiada Internacional de Física. Obtuvo el puesto 77 en el examen de ingreso conjunto IIT en 2000, y Agrawal obtuvo su B.Tech. Licenciado en Ciencias de la Computación e Ingeniería de IIT Bombay en 2005. Agrawal luego se mudó a los Estados Unidos para realizar un doctorado en ciencias de la computación de la Universidad de Stanford.

### Carrera profesional
Agrawal se unió a Twitter en 2011.
El 29 de noviembre de 2021, Jack Dorsey anunció que renunciaría como director ejecutivo de Twitter y que Agrawal lo reemplazaría, con efecto inmediato. Agrawal asumió el cargo de CEO en ese mismo día. Un año después fue despedido de su puesto por Elon Musk, tras la adquisición de Twitter por parte del multimillonario sudafricano.

## Vida privada
Está casado y tiene un hijo.